# August Starzeński
August Starzeński (1836 Dąbrówka Starzeńska – 31. května 1886 Vídeň) byl rakouský šlechtic a politik polské národnosti z Haliče, v 2. polovině 19. století poslanec Říšské rady.

## Biografie
Byl šlechtického původu. Jeho otec Wojciech Starzeński byl důstojníkem polské povstalecké armády v roce 1831. Strýc Kazimierz Starzeński byl členem Panské sněmovny. August hospodařil od roku 1870 na svých statcích v okresech Sanok a Terebovlja. Byl zvolen členem okresního zastupitelstva v Terebovlji.
Byl aktivní i ve vysoké politice. Působil jako poslanec Říšské rady (celostátního parlamentu Předlitavska), kde usedl ve volbách roku 1879 za kurii velkostatkářskou v Haliči. Mandát obhájil ve volbách roku 1885. Poslancem byl do své smrti roku 1886. Ve volebním období 1879–1885 se uvádí jako hrabě August Starzeński, statkář, bytem Ilavče. Patřil mezi polské národní poslance. Reprezentoval parlamentní Polský klub.
Zemřel v květnu 1886 ve svém vídeňském bytě.